# 孙家坪乡
孙家坪乡，是中华人民共和国山西省忻州市五寨县下辖的一个乡镇级行政单位。2021年5月，撤销梁家坪乡，整建制并入孙家坪乡。

## 行政区划
孙家坪乡下辖以下地区：
孙家坪村、大燕家庄村、阳坡村、小福车梁村、武家窊村、河湾村、大福车梁村、寨儿梁村、乔峪村、崔家村、栗家畔村、汶儿水村、高岭村、郭家窊村、黄土坡村、沟子村、咀儿上村、丰子头村、沙湾村、旦沟梁村、牧沟村、碓臼坪村、连家沟村、南洼村、东寺沟村和西寺沟村。